# شذى سالم
شذى سالم (6 أيار/مايو 1958- )، ممثلة عراقية قدمت العديد من الأدوار في التلفاز والمسرح والسينما، ولقد أطلق عليها المخرج صلاح أبو سيف لقب (فاتن حمامة العراق)

## حياتها الخاصة
ولدت في بغداد، ونشأت في بيت فني حيث تعلمت الفن على يد والدها الفنان العراقي طه سالم وهي الشقيقة الكبرى للفنانة سهى سالم والفنان فائز طه سالم الذين كانا لهما بصمة في الدراما العراقية خلال عقد الثمانينات كما أن شقيقها الموسيقي سامر. حصدت على العديد من الجوائز والشهادات، وشاركت في الكثير من المهرجانات المحلية والإقليمية والدولية، حيث واصلت دراستها الجامعية ومن ثم نالت شهادة الماجستير بدرجة امتياز ثم الدكتوراه وهي حالياً أستاذة (الأدب المسرحي) في كلية الفنون الجميلة في قسم التربية الفنية. وعضو لمجلس أمناء شبكة الإعلام العراقي

### مرضها
في عام 2015، أصيبت بورم دماغي حميد وخضعت للعلاج في مستشفى بالعاصمة الأردنية عمان ثم تعافت منه

## مشوارها الفني
بدايتها كانت وهي طالبة في معهد الفنون الجميلة عام 1975 وبعد تخرجها"الفرقة القومية للتمثيل
كان أولُ أعمالها الفنية مسلسل (النعمان الأخير) ثم مسلسل فتاة في العشرين بداية انطلاقتها في عام الفن.
شاركت في بطولة أول فيلم سينمائي لها عندما اختارها المخرج السينمائي الراحل صاحب حداد في فيلم (يوم آخر)، وشاركت عام 1982  في بطولة ” فيلم القادسية “ وهو من إخراج صلاح أبو سيف، وإلى جانب نخبة من الفناين العرب الكبار مثل «عزت العلايلي» و «سعاد حسني» و «ليلى طاهر» و «محمد حسن الجندي» و «كنعان وصفي»، وكان ذلك الفيلم قد شارك في العديد من المهرجانات العالمية مثل مهرجان موسكو ومهرجان كان ومهرجان كارلو بيفاريو، وقد أشاد بأدائها فنانون عراقيون وعرب كثيرون. ثم توالت أعمالها السينمائية في أفلام: (حمد وحمود) و(صخب البحر).
ومن أعمالها المسرحية: (مائة عام من المحبة) للمخرج: فاضل خليل وحصلت فيه على جائزة أفضل ممثلة في المسرحية نفسها، و(الجنة تفتح ابوابها متأخرة) للمخرج: محسن العلي، وغيرها من المسرحيات.

## أعمالها

### في التلفزيون
- (2020):يسكن قلبي
- (2008):الآم وآمال
- (2006):سارة خاتون
- (2005): هذا هو الحب
- (2003): الوداع الأخير
- (2002): الإمام الشافعي
- (2001):المرأة في الإسلام
- (2000): نساء في حكاية
- (2000):الأصمعي
- (2000):الوحاش
- (2000):أيام التحدي
- (1999):جراح العيون
- (1999)سور الضباب (رحمة الشمرية)
- (1999): أشهى الموائد في مدينة القواعد
- (1998):أبو جعفر المنصور
- (1997):حبايبنا
- (1996):سفر ومحطات
- (1993): أعالي الفردوس
- (1993) مواسم الحب
- (1993):ضيف الليل
- (1989): ما ضاع وانمحى من اخبار جحا
- (1988): مقادير (اه يا المواجيع)
- (1985):الكذبة الأولى
- (1984):نور الدين زنكي
- (1983):الفرج بعد الشدة
- (1983): أجنحة الثعالب
- (1983):الرحيل المر (باسمة)
- (1981): الحنان له أشرعة
- (1980):حياتنا
- (1980): أيام ضائعة
- (1979): عمر بن أبي ربيعة
- (1979):فتاة في العشرين (نهاد)
- (1975):النعمان الأخير
- (1975) أعماق الرغبة
- أربعة على الطريق
- كأنه الحب
- مواسم الحب
- آه يا المواجيع
- محطات السفر
- الوان الرماد
- بعد الرحيل
- نوابغ العرب
- ربيع شاغر

### في المسرح
- (2025):تأملات بابلية
- (2023):جنون الحمائم
- (2022):غودوت أين أنت
- (2016): مكاشفات
- (2009): أيها الضعف أسمك المرأة
- (2008): غائب
- (2007): نافذة على ظلال غائب
- (2007): العرس الوحشي
- (2004): نساء في الحرب
- (2002): كلامك يا رب [4]
- (1999): "الجنّة تفتح أبوابها متأخرة
- (1996): مائة عام من المحبة (الزوجة)
- (1996): كأنك يا بوزيد
- (1978): كان ياما كان
- (1978): بدر البدور
- (1977): النجمة البرتقالية
- (1976): جيش الربيع
- (1975): مس جوليا[5]
- (1967): فوانيس

### في السينما
- (2000): زمان رجل القصب (نجمة زوجة زمان)
- (1987):صخب البحر
- (1986):حمد وحمود
- (1981):القادسية (سلمى بنت حفصة)
- (1979):يوم آخر (ريمة زوجة سعيد)

## تكريمات
- الجزائر:2012 تكريم قبل اللجنة المشرفة على فعاليات الدورة السادسة للمهرجان الوطني للمسرح المحترف في الجزائر وذلك خلال حفل الافتتاح الذي جرى على خشبة المسرح الوطني بالعاصمة الجزائرية.[6]
- تونس: تكريم من مهرجان قرطاج الدولي للأعمال السينمائية والمسرحية لمسيرتها الفنية التي تجاوزت ربع قرن في مجالات السينما والمسرح والتلفزيون 2003[7]
- الأردن: أفضل ممثلة عن مسرحية كأنك يا بوزيد 1996
- مصر: جائِزة أفضل ممثلة عن المُسلسل التاريخي «الأصمعي» في مهرجان الإذاعة والتلفزيون عام 2000 في (القاهرة)
- العراق: أفضل ممثلة عن مسلسل فتاة في العشرين" وجائِزة على دورهاِ في فيلم "يوم آخر"
- العراق: جائزة أفضل ممثلة في مهرجان الهلال الذهبي [8]

## وصلات خارجية
- شذى سالم على موقع قاعدة بيانات الأفلام العربية

- جريدة المؤتمر
- موقع السينما دوت كوم
- موقع كلية الفنون الجميلة / جامعة بغداد
- موقع هيئة الاعلام والاتصالات
- قناة الفيحاء الفضائية